# Carlos Frontaura Rivera
Carlos Frontaura Rivera (Recoleta, Santiago, 16 de julio de 1968) es un abogado y académico chileno. Fue decano de la Facultad de Derecho de la Pontificia Universidad Católica de Chile entre 2015 y 2019, y miembro de la Comisión Experta de su país en 2023.

## Vida y carrera
Nació en Recoleta, Santiago de Chile, el 16 de julio de 1968. Es hijo del abogado Juan Frontaura Gómez y Paulina Rivera Cruchaga. Desde 2002 está casado con Ana María Vergara Guzmán, con quien tiene siete hijos.
Cursó la carrera de derecho en la Pontificia Universidad Católica de Chile, donde fue alumno de Jaime Guzmán. En la facultad de derecho de dicha universidad empezó a dictar la cátedra de Historia del Derecho en 1997, y desde entonces ha sido profesor de otros cursos sobre familia, sociedad y derechos humanos. Cuando era vicedecano, en diciembre de 2014 fue elegido decano de la facultad, e inició sus funciones en enero de 2015.
En mayo de 2013, el Senado de Chile lo nombró consejero del Instituto Nacional de Derechos Humanos, cargo que ejerció hasta 2022, tras ser ratificado por votación en 2016.

## Proceso constitucional de 2023
En 2023 y durante el proceso constituyente de dicho año, la Cámara de Diputados lo designó miembro de la Comisión Experta que redactó un anteproyecto de Constitución para ser discutido por el Consejo Constitucional. Frontaura fue nombrado por el cupo correspondiente al Partido Republicano. Formó parte de la Subcomisión de Principios, Derechos Civiles, y Políticos, y después integró la comisión mixta para resolver las discrepancias sobre el proyecto constitucional. La propuesta de constitución terminaría siendo rechazada tras un plebiscito en diciembre.

## Pensamiento
Frontaura integró el gremialismo, al cual se acercó por Jaime Guzmán, y es cercano al Partido Republicano a pesar de no militar formalmente. Es católico, descrito como tradicionalista.
Frontaura, quien ha sido caracterizado como parte del «núcleo duro» de profesores conservadores de la Facultad de Derecho de la Universidad Católica, fue objeto de polémicas a nivel nacional por algunos de sus dichos en materia valórica el año 2015. Mientras ejercía su rol de decano, hizo una analogía por redes sociales entre un sistema frontal meteorológico que afectó a la zona centro del país y «el clamor de Dios» por la discusión de la Ley de Aborto en el país.

## Obra
- Casos para la Enseñanza del Derecho. Editor, junto a Carolina Barriga Chávez y María Francisca Jara Sandoval. Santiago: Ediciones UC. 2015. ISBN 978-956-14-1702-1.